# Richard Stockton Rush
Pour les articles homonymes, voir Rush.
Richard Stockton Rush est un entrepreneur américain né le 31 mars 1962 à San Francisco et mort le 18 juin 2023 dans l'accident du submersible Titan, propriété de sa compagnie OceanGate dont il était également le PDG.
Sont également morts lors de cette plongée Paul-Henri Nargeolet, Hamish Harding, Shahzada Dawood et Suleman Dawood. Leur décès est rendu officiel après quatre jours de recherches, le 22 juin 2023, par la garde-côtière des États-Unis lors d’une conférence de presse.

## Biographie
Le père de Richard Rush le présente à un ami personnel, l'astronaute Charles Conrad, qui lui conseille d'obtenir une licence de pilote s'il veut devenir astronaute. En 1980, à 18 ans, Rush obtient une licence de pilote professionnel, mais on lui dira que son acuité visuelle l'empêchera de devenir pilote militaire, et il déménage de San Francisco à Seattle pour travailler pour McDonnell Douglas en tant qu'ingénieur d'essais en vol pour F-15 Eagle jets. À l'âge de 19 ans, il était le plus jeune à devenir pilote de jet qualifié. Il obtient une qualification de DC-8 Type/Captain au United Airlines Jet Training Institute.
En 1984, Rush obtient un diplôme de l'université de Princeton en génie aérospatial. En 1989, il obtient une maîtrise en administration des affaires de l'université de Californie à Berkeley,.

### Carrière
Après avoir assisté au lancement de SpaceShipOne, dans le désert des Mojaves en 2004, il s’aperçoit qu'il ne veut pas être un simple touriste, mais plutôt le capitaine Kirk sur l'Enterprise. Sa vue n'étant pas suffisante pour passer l'étape, quasi obligatoire pour un futur astronaute, de devenir pilote militaire, il se tourne vers l'exploration sous-marine.
L'expérience et les recherches de Rush l’amène à penser que les submersibles ont une réputation injustifiée de véhicules dangereux en raison de leur utilisation pour transporter des plongeurs commerciaux, et que la loi sur la sécurité des navires à passagers de 1993 « accorde inutilement la priorité à la sécurité des passagers par rapport à l'innovation commerciale ». Sur la base d'une étude de marketing qu'il commande, concluant a une demande suffisante pour le tourisme sous-marin en mer qui soutiendrait à son tour le développement de nouveaux submersibles de plongée profonde rendant à leur tour possible de nouvelles entreprises commerciales (l'exploitation des ressources sous-marines et le secours en cas d'accident), il fonde OceanGate avec un partenaire commercial en 2009,.

### Vie privée
Richard Rush était marié à Wendy Rush, une descendante d'Isidor et Ida Straus, deux personnes décédées dans le naufrage du Titanic. Le couple a eu deux enfants.

## Expédition
Rush était à bord du Titan, un navire appartenant à sa compagnie OceanGate, pour voir l'épave du Titanic, lorsque l'engin perd le contact avec une partie de l'équipe qui l'attendait à la surface, le 18 juin. Plusieurs pays dont les États-Unis, le Canada et la France avec L'Atalante se sont mobilisés pour l'opération de sauvetage dont les garde-côtes américains assuraient la conduite.
Le 22 juin 2023, après la découverte d'un champ de débris situé à environ 1 600 pieds (490 mètres) de l'épave du Titanic, OceanGate a déclaré qu'il pensait que Rush et les autres passagers à bord avaient « malheureusement été perdus ». Une conférence de presse des Garde-côtes américains a confirmé le même jour que les débris étaient la signature d'une rupture catastrophique de la coque sous pression, entraînant la mort instantanée de tous les occupants.
Le Titan n'était pas homologué (et n'aurait pas pu l'être, son hublot par exemple n'étant certifié par son fabricant que pour 1 300 m de profondeur), ce qui lui aurait interdit d'opérer dans des eaux dépendant de pays exigeant cette homologation, mais n'interdit pas les opérations dans les eaux internationales (où se trouve justement l'épave du Titanic).